# Naturschutzgebiet Buchberg / Steinkopf
Das Naturschutzgebiet Buchberg / Steinkopf ist ein 12,85 ha großes Naturschutzgebiet (NSG) östlich von Glingebachtalsperre in der Gemeinde Finnentrop im Kreis Olpe in Nordrhein-Westfalen. Es wurde 2009 von der Bezirksregierung Arnsberg als NSG ausgewiesen. Die Bezirksregierung hatte bereits 1959 und 1966 eine Teilfläche des heutigen NSG unter dem Namen Hohlkuhl als NSG ausgewiesen. Das NSG liegt nahe der Kreisgrenze und von Sundern (Sauerland)-Wildewiese im Hochsauerlandkreis, Wobei die Nordwestecke des NSG fast direkt an der Kreisgrenze liegt.

## Gebietsbeschreibung
Beim NSG handelt es sich um einen Waldbereich mit Eichen und Buchen an den Bergen Buchberg und Steinkopf. Eine Besonderheit ist dort teils offen zu Tage tretende Grauwackensandstein-Schotterflur.

## Schutzzweck
Laut Datenbank der LANUV erfolgte die Ausweisung:
- „Zur Erhaltung, Herstellung und Wiederherstellung einer regional bedeutsamen natürlichen Grauwackensandstein-Schotterflur mit lebensraumtypischen Tier- und Pflanzenarten innerhalb eines Buchen-Eichenmischwaldes.“
- „Aus wissenschaftlichen, naturgeschichtlichen, landeskundlichen und erdgeschichtlichen Gründen.“
- „Wegen der Seltenheit, besonderen Eigenart und der hervorragenden Schönheit des Gebietes.“

Als Zielvorgabe führt das LANUV auf: „Das für die Geltungsdauer dieser Verordnung hinausgehende langfristige Ziel für die Waldflächen ist die Entwicklung oder Wiederherstellung eines Laubwaldgebietes mit den für den Naturraum typischen natürlichen Waldgesellschaften in ihren verschiedenen Entwicklungsstadien, einschließlich der Alt- und Totholzphase, und ihrer natürlichen Strukturvielfalt. Die Naturverjüngerung von Gehölzarten der angestrebten natürlichen Waldgesellschaften soll Vorrang vor der Pflanzung haben und entsprechend unterstützt werden.“